# Тім Брайтгаупт
Тім Брайтгаупт (нім. Tim Breithaupt, нар. 7 лютого 2002, Оффенбург, Німеччина) — німецький футболіст, опорний півзахисник клубу «Аугсбург». На умовах оренди грає за «Кайзерслаутерн».

## Ігрова кар'єра

### Клубна
Тім Брайтгаупт починав займатися футболом у клубах аматорського рівня. Пізніше він проходив футбольну академію клубу «Фрайбург». У 2017 році футболіст приєднався до молодіжної команди «Карлсруе». Його дебют на професійному рівні відбувся у 2 січня 2021 року у матчах Другої Бундесліги.
Перед сезоном 2023/24 Брайтгаупт перейшов до клубу Бундесліги «Аугсбург».

### Збірна
У 2021 році Тім Брайтгаупт провів сім поєдинків у складі юнацької збірної Німеччини (U-20).